# Super Mario 3D Land
Super Mario 3D Land (Super Mario in ontwikkeling) (Japans:スーパーマリオ3Dランド) is een platformspel voor de Nintendo 3DS uitgegeven door Nintendo en ontwikkeld door dochteronderneming Nintendo Entertainment Analysis and Development. Het spel is op 18 november 2011 uitgekomen in Europa. De speler kan Mario en later ook Luigi besturen. Het spel staat vooral bekend om de terugkomst van Tanooki Mario.
Het spel won een Spike Video Game Award in de categorie "Best Handheld/Mobile Game".

## Gameplay
Dit spel gaat zoals de New Super Mario Bros. spellen, maar dan in 3D.  In elk level kan de speler 3 Stermedailles vinden, die hij/zij kan gebruiken om levels vrij te spelen. Er zijn 8 werelden en 8 speciale. In de speciale werelden kun je Statue Leafs vinden en levels met Cosmic Clones.
Als de speler alle Stermedailles heeft verzameld, bij alle levels een gouden vlag heeft en alle levels met Mario en Luigi heeft gehaald, krijgt ie een geheime Kroon-level.